# Andrivka (Berdiansk)
Andrivka (en ucraniano: Андріївка, romanizado: Andríivka; en ruso: Андреевка, romanizado: Andréevka) es un pueblo ucraniano perteneciente al óblast de Zaporiyia. Situado en el sur del país, forma parte del raión de Berdiansk y centro del municipio (hromada) de Andrivka.
El lugar está ocupado por Rusia desde el 3 de abril de 2022 en el marco de la invasión rusa de Ucrania de 2022.

## Geografía
Andrivka está situada a orillas de río Kiltichia, un afluente del río Obitichna, a 42 km de Berdiansk y 157 km de Zaporiyia.

## Historia
El pueblo fue fundado en 1809 en sitio de la aldea tártara de Kanjegali por colonos ucranianos de las regiones de Poltava, Chernígov y Kiev, así como por siervos rusos que huían de sus amos. El pueblo recibió el nombre de uno de los primeros campesinos que llegaron allí, Andrey Derevianko, nativo de Poltava. En el momento de la reforma de 1861, que abolió la servidumbre en el Imperio ruso, era un pueblo importante de la gobiernación de Táurida con tenía 7.262 habitantes.
Después de la revolución de Octubre, el pueblo pasó a formar parte de la República Popular de Ucrania. En 1921, elementos del ejército de Néstor Majnó estuvieron presentes allí. En el Holodomor (1931-1932), la hambruna hizo 297 víctimas en el pueblo. Entre 1924 y 1962 fue el centro de distrito del raión de Andrivka, primero en el óblast de Dnipropetrovsk y luego en el óblast de Zaporiyia en 1939. 
Durante la Segunda Guerra Mundial, Andrivka fue ocupado por la Alemania nazi desde octubre de 1941 hasta septiembre de 1943. 
En 1957, el pueblo obtuvo el estatus deasentamiento de tipo urbano. El raión de Andriivka fue abolido en 1962 y su territorio añadido al raión de Berdiansk. Desde la década de 1960, la localidad ha sufrido un fuerte éxodo rural y su población ha experimentado un rápido declive. 
El 3 de abril de 2022, tras la invasión rusa de Ucrania, Andrivka quedó bajo la administración de las fuerzas rusas y la República Popular de Donetsk. 
Hasta el 18 de julio de 2020, Andrivka fue parte del raión de Chernígivka. El raión fue abolido en julio de 2020 como parte de la reforma administrativa de Ucrania, que redujo el número de raiones del óblast de Zaporiyia a cinco. El territorio del raión de Chernígivka se fusionó con el raión de Berdiansk.En 2023, Andrivka perdió el estatus de asentamiento de tipo urbano en la legislación ucraniana debido a la eliminación de este estatus administrativo.

## Demografía
La evolución de la población de Andrivka entre 1861 y 2022 fue la siguiente:
| 7262                                                          | 16 337 | 7378 | 4153 | 3954 | 4017 | 3402 | 3002 | 2976 | 2821 | 2755 | 2612 |
| (Fuente: Cities & Towns of Ukraine y UKRAINE: Größere Städte) |        |      |      |      |      |      |      |      |      |      |      |

Según el censo de 2001, la lengua materna de la mayoría de los habitantes, el 91,41%, es el ucraniano; del 7,92% es el ruso.

## Infraestructura

### Transporte
Andrivka está conectada por carretera con Berdiansk, Pologi y Tokmak.